# Knightfall
Knightfall is een historische dramaserie van de Amerikaanse televisiezender History. Het volgt de glorie, val en de vervolging van de Tempeliers van de Orde van Salomo's Tempel en speelt zich af tijdens en vijftien jaar na de Negende Kruistocht. Het eerste seizoen draait om het verlies, terugvinden en opnieuw terugkrijgen van de Heilige Graal. De serie volgt de leider van de Parijse Tempel Landry du Lauzon, gespeeld door Tom Cullen. Sinds 13 augustus 2019 worden beide seizoenen aangeboden op Netflix.

## Verhaal
Het verhaal speelt zich af in de tijd van Filips IV van Frankrijk die vanaf begin af aan een einde wilde maken aan de Orde. In de serie wordt Filips door zijn naasten beïnvloed tot de conclusie dat een leger van de paus in hartje Parijs een bedreiging voor hem is. Bijkomende dialogen zijn het bewaren van de Heilige Graal, de affaire tussen Du Lauzon en de echtgenote van Filips. Het uitlekken van deze affaire zorgt voor uiteindelijk voor het verbannen van Du Lauzon uit de Orde. 

## Cast
| Acteur                                                      | Personage                                                |
| ----------------------------------------------------------- | -------------------------------------------------------- |
| Tom Cullen                                                  | Laundry du Lauzon                                        |
| Jim Carter                                                  | Paus Bonifatius VIII                                     |
| Pádraic Delaney                                             | Gawain                                                   |
| Simon Merrells                                              | Tancred                                                  |
| Julian Ovenden                                              | Guillaume de Nogaret                                     |
| Ed Stoppard                                                 | Filips IV van Frankrijk                                  |
| Olivia Ross                                                 | Johanna I van Navarra, koningin van Frankrijk en Navarra |
| Sabrina Bartlett (seizoen 1) en Genevieve Gaunt (seizoen 2) | Prinses Isabella                                         |
| Tom Forbes                                                  | Prins Lodewijk                                           |
| Mark Hamill                                                 | Meester Talus                                            |
| Robert Pugh (seizoen 1) en Matthew Marsh (seizoen 2)        | Jacques de Molay                                         |